# Javier Lambán
Francisco Javier Lambán Montañés (ur. 19 sierpnia 1957 w Ejea de los Caballeros, zm. 15 sierpnia 2025 tamże) – hiszpański polityk, nauczyciel i samorządowiec, działacz Hiszpańskiej Socjalistycznej Partii Robotniczej (PSOE), w latach 2015–2023 prezydent Aragonii.

## Życiorys
Ukończył studia z zakresu historii na Uniwersytecie Barcelońskim, doktoryzował się z tej dziedziny w 2014 na Universidad de Zaragoza. Pracował jako nauczyciel, był też dyrektorem wydziału w Institución Fernando el Católico, instytucie kulturalnym w prowincji Saragossa. Został członkiem związku zawodowego Unión General de Trabajadores oraz Hiszpańskiej Socjalistycznej Partii Robotniczej.
Od 1983 był członkiem władz miejskich w Ejea de los Caballeros, w latach 2007–2014 pełnił funkcję alkada tej miejscowości. Był długoletnim członkiem diputación provincial w Saragossie, kolegialnego organu zarządzającego prowincją. Od 1999 do 2011 pełnił funkcję przewodniczącego tej instytucji. W 2001 powierzono mu funkcję przewodniczącego PSOE w prowincji.
W 2011 po raz pierwszy wybrany na posła do kortezów aragońskich (reelekcja w 2015, 2019 i 2023).
W 2012 objął stanowisko sekretarza generalnego regionalnych struktur PSOE. W 2015, po wyborach regionalnych, głosami m.in. posłów socjalistycznych oraz partii Podemos został powołany na urząd prezydenta wspólnoty autonomicznej Aragonii. Utrzymał tę funkcję również po kolejnych wyborach w 2019; zakończył urzędowanie w 2023. W tym samym roku został delegowany przez regionalny parlament w skład Senatu. Zmarł w 2025 na chorobę nowotworową.